# Регла Торрес
Регла Торрес Еррера (ісп. Regla Torres Herrera, нар. 12 лютого 1975, Санта-Клара, Куба) — кубинська волейболістка. Триразова олімпійська чемпіонка.
У 2011 році Міжнародна федерація волейболу визнала Реглу Торрес кращою волейболісткою ХХ століття.

## Досягнення
- Олімпійська чемпіонка (1992, 1996, 2000)
- чемпіонка світу (1994, 1998, на обох змаганнях Реглу Торрес визнали найкращою гравчинею (MVP))